# Sommet entre la Corée du Nord et les États-Unis à Hanoï en 2019
Le sommet entre la Corée du Nord et les États-Unis à Hanoï consiste à la rencontre entre Donald Trump et Kim Jong-un (Corée du Nord : chosŏn’gŭl: 조미 2차 수뇌상봉, hanja: 朝美 二次 首腦相逢; Corée du Sud : hangeul: 북미 2차 정상회담, hanja: 北美 二次 頂上會談), respectivement président des États-Unis et dirigeant suprême de la Corée du Nord. Il s'agit d'un sommet politique entre les deux chefs d’États qui a lieu à Hotel Métropole, Hanoï, au Viêt Nam, le 27 février 2019 et le 28 février 2019. Après celui de 2018, il s'agit du deuxième sommet entre les deux pays et les deux hommes.

## Contexte
Le premier sommet entre les deux pays a été lancé en 2018 afin de surmonter le conflit à long terme au sujet du désarmement nucléaire de la péninsule coréenne. Une série de sommets bilatéraux ont eu lieu entre Kim Jong-un en Corée du Nord, Xi Jinping en Chine, Moon Jae-in en Corée du Sud et Donald Trump aux États-Unis. Ce deuxième sommet vise à avancer dans les négociations entre les différents protagonistes.
En février 2019, l'ambassade de la Corée du Nord à Madrid est attaquée par une dizaine d'assaillants, dont certains seront identifiés comme liés à la CIA. Des ordinateurs sont dérobés et les huit personnes qui étaient présentes dans la légation sont frappées et interrogées. Selon les sources citées par le quotidien El Pais, l'objectif de cet assaut « était d'obtenir des informations sur Kim Hyok Chol », ambassadeur de Corée du Nord en Espagne jusqu'en septembre 2017 et devenu émissaire pour les relations avec les États-Unis.

## Organisation du sommet

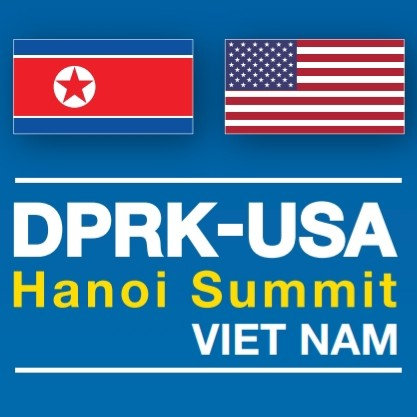
Logo officiel du sommet

Le Vice-Premier ministre vietnamien et Ministre des Affaires étrangères, Phạm Bình Minh rend visite à Ri Yong-ho sur invitation du ministre des Affaires étrangères de la Corée du Nord du 12 au 14 février. Cette visite précède le sommet entre le président du Parti des travailleurs de Corée Kim Jong Un et le président des États-Unis Donald Trump devant se dérouler à Hanoï, au Viêt Nam, les 27 et 28 février selon une porte-parole du Ministre des affaires étrangères vietnamien dans un communiqué publié sur Twitter.
En réponse à une question sur les remarques de Trump dans son dernier discours sur l'état de l'Union au sujet du prochain sommet, le porte-parole du Ministère des Affaires étrangères Lê Thị Thu Hằng déclare que le Viêt Nam accueillerait avec satisfaction le deuxième sommet entre la Corée du Nord et les États-Unis et soutiendrait fermement le dialogue en vue du maintien de la paix, de la sécurité et de la stabilité dans la péninsule coréenne.

## Tenue et déroulement
Kim Jong Un est arrivé en train depuis la Corée du Nord (4500 km de trajet, 80 heures de transport) le 26 février 2018 à 8 h 00, soit la veille du premier jour de la rencontre.

## Conséquences
À l'occasion de ce sommet, les convois nord-coréens et américains quittent le lieu du sommet à Hanoï avant la date prévue. Il n'y a «pas d'accord» sur le nucléaire nord-coréen selon la Maison-Blanche. Donald Trump assure cependant que Kim Jong-un « a déclaré qu'il ne testerait pas de missiles, ou de fusées, ou quoi que ce soit qui ait un rapport avec le nucléaire ».
La Corée du Nord, de son côté, souhaite la levée des sanctions internationales qui l'étranglent et la fin de ce qu'elle perçoit comme des menaces américaines, à savoir une présence militaire en Corée du Sud et dans la région en général.